# Kardfogú
Kardfogú, valódi nevén Victor Creed egy kitalált szereplő a Marvel Comics képregényeiben. A szereplőt Chris Claremont és John Byrne alkotta meg. Első megjelenése az Iron Fist 14. számában volt 1977 augusztusában.
Kardfogú mutáns, emberfeletti testi erővel, gyors öngyógyuló képességgel, éles tépőfogakkal és karmokkal, valamint fejlett érzékszervekkel rendelkezik. Kardfogú vérengző ragadozó, aki régi ellenségével, Rozsomákkal ellentétben meg sem próbálja elfojtani állati ösztöneit.